# Sean O’Pry

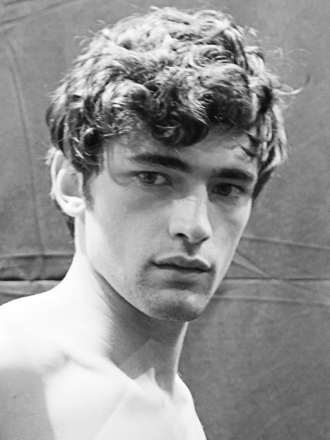
Sean O’Pry im Januar 2011

Sean Richard O’Pry (* 5. Juli 1989 in Kennesaw, Georgia) ist ein US-amerikanisches Model.

## Karriere
Im Jahr 2006 wurde eine Model-Agentin auf Myspace auf O’Pry aufmerksam.
Von da an war O’Pry bei zahlreichen Werbekampagnen und Editorials für Calvin Klein, Giorgio Armani, Versace, Dolce & Gabbana, Ralph Lauren, Gianfranco Ferré, H&M, Armani Jeans, Marc Jacobs, Emporio Armani, Lacoste, Dsquared2, American Eagle, Bottega Veneta, DKNY, Fendi, GQ, Dazed & Confused, V, Details, Barneys, Uniqlo, Bloomingdale’s, Belstaff, D2, Arena, Diesel, Gap, JOOP! und Numéro Homme.
Er lief für Versace, Yves Saint Laurent, Givenchy und Salvatore Ferragamo bei ihrer Eröffnung und Moschino, Trussardi und Zegna zu ihrem Schluss. Als Laufstegmodel wurde er auch von Roberto Cavalli, Louis Vuitton, Chanel, Michael Kors und Hermès engagiert. Im November 2011 wurde O’Pry für eine Parfümwerbekampagne von Viktor & Rolf ausgewählt.
O’Pry war Bestandteil in Madonnas Musikvideo zu Girl Gone Wild. In Taylor Swifts Video zu ihrem Song Blank Space spielt er die männliche Rolle. 2015 ist er das Gesicht für die Sommerkollektion des philippinischen Mode-Labels Penshoppe.

## Weitere Erfolge und Auszeichnungen
2008 wurde O’Pry vom Forbes Magazin in einem Ranking als das weltweit achterfolgreichste Männermodel genannt. Ein Jahr später, wurde er an erste Position des Rankings verschoben. Im September 2013 nannte auch die Webseite Models.com Sean O’Pry als das erfolgreichste männliche Model. Die Unterhaltungs-Webseite TheRichest schätzt O’Prys Vermögen auf 6,5 Millionen US-Dollar.

## Privates
Sean O’Prys Familie hat irische und indianische Wurzeln. Er hat einen älteren Bruder und eine jüngere Schwester.